# Kuczki (gmina)
Kuczki (od 1973 Gózd) – dawna gmina wiejska istniejąca do 1954 roku w woj. kieleckim. Siedzibą władz gminy były Kuczki, następnie Gózd (początkowo jako Gozd).
Gminę zbiorową Kuczki utworzono 13 stycznia 1867 w związku z reformą administracyjną Królestwa Polskiego. Gmina weszła w skład nowego powiatu radomskiego w guberni radomskiej i liczyła 3499 mieszkańców.
W okresie międzywojennym gmina Kuczki należała do powiatu radomskiego w woj. kieleckim. Po wojnie gmina zachowała przynależność administracyjną. Według stanu z dnia 1 lipca 1952 roku gmina składała się z 17 gromad: Drożanki, Gózd, Janów, Karszówka, Kiedrzyn, Klwatka, Kłonów, Kłonówek, Kuczki, Kuczki kol., Lipiny, Małęczyn, Piskornica, Podgóra, Rawica, Tynica i Wojsławice. 1 stycznia 1954 roku część obszaru gminy Kuczki (części gromad Janów, Kiedrzyn i Małęczyn) włączono do Radomia.
Jednostka została zniesiona 29 września 1954 roku wraz z reformą wprowadzającą gromady w miejsce gmin. Po reaktywowaniu gmin z dniem 1 stycznia 1973 roku gminy Kuczki nie przywrócono, utworzono natomiast jej terytorialny odpowiednik, gminę Gózd w tymże powiecie i województwie.